# Leucophaeus
A Leucophaeus a madarak osztályának lilealakúak (Charadriiformes) rendjébe és a sirályfélék (Laridae) családjába tartozó nem.

## Rendszerezésük
Korábban a Larus nem alnemeként volt használatban.
Nem minden rendszer vette át az új felosztást, így elég gyakran lehet továbbra is találkozni a sok fajt magában foglaló Larus nemmel. Valamennyi faj szinonim neveként elfogadható a régebben használt név is.
Az új besorolás szerint a nembe az alábbi 5 faj tartozik:
- Magellán-sirály (Leucophaeus scoresbii)
- sivatagi sirály (Leucophaeus modestus)
- lávasirály (Leucophaeus fuliginosus)
- kacagó sirály (Leucophaeus atricilla)
- prérisirály más néven Franklin-sirály  (Leucophaeus pipixcan)